# Bulgaars voetbalkampioenschap 1951
In 1951 werd het 28ste Bulgaarse voetbalkampioenschap gespeeld, destijds onder de naam A Groepa.  CDNV Sofia werd kampioen. 

## Format
Aan het einde van het seizoen degraderen de twee slechts presterende teams die niet uit Sofia kwamen. Zij werden vervangen door de twee best presterende teams uit de tweede klasse die niet uit Sofia kwamen. Het slechts presterende team uit Sofia degradeerde rechtstreeks en werd vervangen door het best presterende team uit de stad. Het tweede slechts presterende team uit Sofia speelde een play-off tegen het tweede best presterende team uit Sofia uit de tweede klasse. 

## Eindstand
| Plaats | Club                      | Wed. | W  | G  | V  | Saldo | Ptn. |
| ------ | ------------------------- | ---- | -- | -- | -- | ----- | ---- |
| 1.     | CDNV Sofia                | 22   | 18 | 1  | 3  | 62:7  | 37   |
| 2.     | DSO Spartak Sofia         | 22   | 14 | 8  | 0  | 27:7  | 36   |
| 3.     | DSO Dinamo Sofia          | 22   | 9  | 8  | 5  | 37:16 | 26   |
| 4.     | DSO Akademik Sofia        | 22   | 10 | 6  | 6  | 40:33 | 26   |
| 5.     | DSO Spartak Stalin        | 22   | 10 | 5  | 7  | 40:27 | 25   |
| 6.     | DSO Tsjerveno zname Sofia | 22   | 6  | 11 | 5  | 26:21 | 23   |
| 7.     | DSO Lokomotiv Plovdiv     | 22   | 7  | 9  | 6  | 21:20 | 23   |
| 8.     | DSO Stroitel Sofia        | 22   | 8  | 6  | 8  | 25:24 | 22   |
| 9.     | DSO Torpedo Dimitrovo     | 22   | 9  | 2  | 11 | 37:36 | 20   |
| 10.    | DNV Plovdiv               | 22   | 6  | 5  | 11 | 26:32 | 17   |
| 11.    | DSO Torpedo Pleven        | 22   | 1  | 3  | 18 | 16:59 | 5    |
| 12.    | DSO Torpedo Roese         | 22   | 0  | 4  | 18 | 8:83  | 4    |

|  | Kampioen            |
|  | Degradatie play-off |
|  | Degradatie          |

Degradatie play-off
| Team #1                   | Tot.  | Team #2             | 1ste wed | 2de wed |
| ------------------------- | ----- | ------------------- | -------- | ------- |
| DSO Tsjerveno zname Sofia | 0 - 3 | DSO Lokomotiv Sofia | 0 - 2    | 0 - 1   |

## Kampioen
| Bulgaars staatskampioen 1951   |
| Bulgarije                      |
| ------------------------------ |
| CDNV Sofia Kampioen (2° titel) |